# Bestine Kazadi
Pour les articles homonymes, voir Bestine et Kazadi.
Bestine Kazadi Ditabala, née en 1963 en Belgique, est une auteure et femme politique congolaise (RDC).

## Biographie
Bestine Kazadi est avocate au barreau de Kinshasa. Elle est née en Belgique, de mère belge et de père congolais. Elle a vécu jusqu'à ses 13 ans à Kinshasa, puis est partie poursuivre ses études secondaires et supérieures à Liège où elle sort diplômée en droit et sciences sociales en droit.
Bestine Kazadi crée en 2002 l'asbl Bureau de réflexions et d'études congolaises (BREC) « qui a pour but de réfléchir sur la démocratisation du pays, de promouvoir la culture citoyenne en revalorisant l'identité du citoyen congolais et de lutter contre toute violation des libertés fondamentales ». Elle est la première femme présidente du Rotary Club Kinshasa en République démocratique du Congo, première femme « donateur majeur » en République démocratique du Congo pour le programme mondial rotarien « Polio + ».
Elle est également présidente de l'asbl Société civile féminine congolaise (SOCIFEC) qui milite pour « le leadership et la participation des femmes congolaises dans les organes de décision et de pouvoir » et l'auteur de L’Hymne international des femmes pour la paix dont elle a composé les paroles et dont l’arrangement musical a été fait par l'organiste Rosin Ngandu. Elle a présenté son hymne « comme un cadeau de la République Démocratique du Congo au monde pour partager son idéal de la Paix, de l’Unité et de la Solidarité ».
En 2019, elle est nommée conseillère spéciale du président de la République Félix Tshisekedi en matière de coopération et intégration régionale et devient un an plutard, soit 1er juillet 2020, première femme présidente de l'AS Vita Club pour un mandat de 4 ans et devient ainsi, la 36e personne qui dirige ce club kinois crée en 1935,,,.
Poétesse, elle publie en 2006, un recueil de 36 poèmes, Congo mots pour maux puis Infi(r)niment Femme aux éditions belges Le Cri, en 2009. Nouvelliste, elle a publié, dans une compilation de 6 nouvelles de 6 écrivains congolais, Nouvelles de Kinshasa, Parcours d’une vie en 2008 aux éditions françaises Sépia.
En novembre 2023, elle a honorablement terminé son mandat de présidente de l' AS Vita Club. 
En mai 2024, Bestine Kazadi est nommée au poste de ministre déléguée près du ministère des Affaires étrangères et de la Coopération et vice-ministre des Affaires étrangères dans le gouvernement Suminwa,
En mars 2025, elle est élue membre du Comité Exécutif de la Confédération Africaine de Football (CAF) lors de l'Assemblée générale extraordinaire et élective qui s'est tenue au Caire, en Égypte,.

## Publications
- Congo mots pour maux, Éditions L'Harmattan et Afrique Éditions, 2006  (ISBN 978-2296013421)
- « Parcours d’une vie », in Nouvelles de Kinshasa, Odile Zeller (dir.), Sépia, 2008  (ISBN 9782842801410)
- « La cause au féminin. La lutte des femmes libériennes », in Henri Mova Sakanyi, Femmes de tête, femmes d'honneur: Combats des femmes, d'Afrique et d'ailleurs, L'Harmattan, 2010, p. 103-118
- Infi(r)niment femme, Éditions Le Cri, 2009  (ISBN 978-2-8710-6510-4) ; L'Harmattan, 2015  (ISBN 978-2-343-06675-2)
- Inconnu IL, L'Harmattan, 2015  (ISBN 978-2-343-05964-8)